# Federal Register

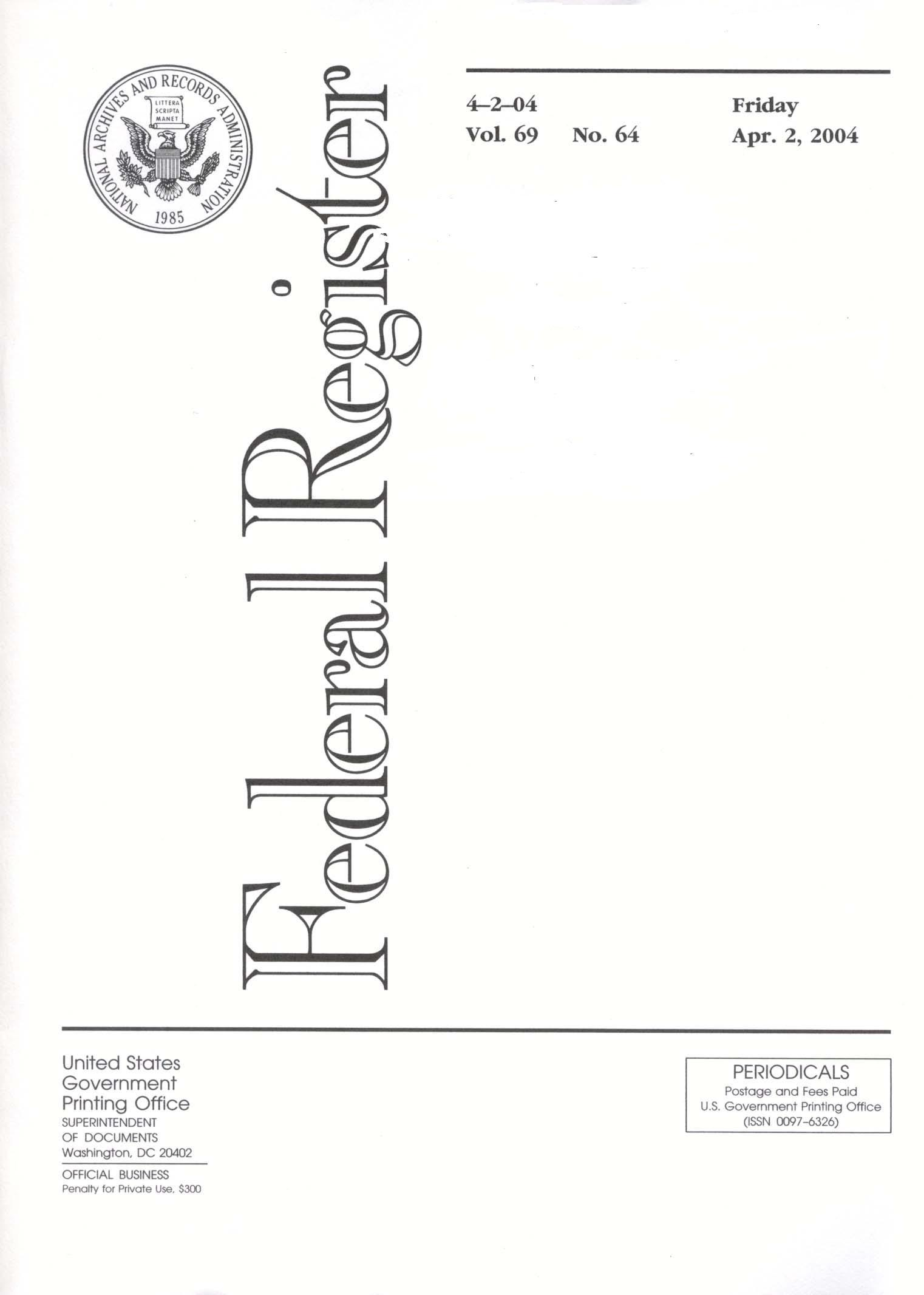
Omslag på utgåvan av Federal Register för 2 april 2004.

Federal Register (förkortning: FR eller Fed. Reg.) är namnet på den officiella tidning som publicerar kungörelser från USA:s federala statsmakt som presidentordrar och uttalanden från USA:s president, beslut från departementen och fristående federala myndigheter. Det ges ut varje vardag förutom på federala helgdagar i USA.
Innehållet sammanställs av Office of the Federal Register, som är en enhet inom National Archives and Records Administration (NARA) och ges ut av United States Government Publishing Office (GPO). Det som publicerats i Federal Register infogas ämnesvis i Code of Federal Regulations (CFR) som uppdateras årligen. United States Government Manual ges ut som en specialutgåva av Federal Register.